# Red Ergenekon

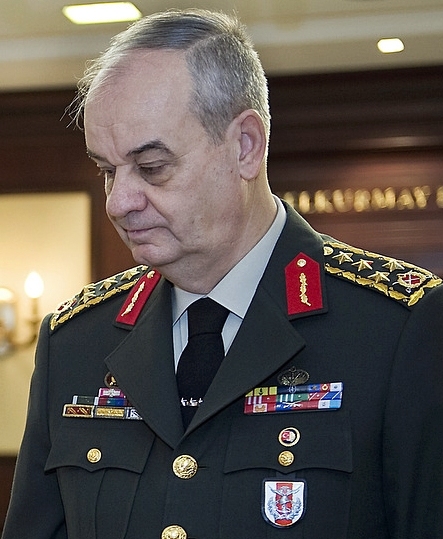
İlker Başbuğ fue el militar turco de mayor graduación (jefe del Estado General) en ser condenado por participar en la red Ergenekon.

La red golpista Ergenekon es supuestamente una organización de Turquía formada entre otros por militares, policías, políticos, sindicalistas y académicos de ideología kemalista y nacionalista, con el objetivo de llevar a cabo un golpe de Estado en 2003 contra el actual gobierno de Recep Tayyip Erdoğan; en teoría su plan era sumir a Turquía en el caos, y facilitar así la intervención del ejército turco en un golpe de Estado, aunque desde la oposición política a Erdogan se ha afirmado que el gobierno ha inventado Ergenekon para sacar de la escena política a sus contrincantes políticos y debilitar la democracia del país.

## Desarrollo
La investigación de la trama por parte de la justicia turca comenzó en 2007 y desde entonces más de 200 personas han sido detenidas acusadas de pertenecer a esta organización. Las últimas detenciones se produjeron en marzo de 2010, 28 personas, entre ellas varios militares en activo. Según algunos, estaría vinculada al grupo internacional Hizb ut-Tahrir.
En agosto de 2013, el jefe del Estado General entre 2008 y 2010, el general Ilker Basbug fue condenado a cadena perpetua; además fueron juzgados otra quincena de acusados, entre los que se encontraban periodistas, abogados y líderes opositores, por organizar y participar en una conspiración con la que buscaban propiciar un golpe de Estado contra el Gobierno islamista del primer ministro Recep Tayyip Erdoğan. De los 275 acusados, la gran mayoría —entre ellos tres parlamentarios del principal partido de la oposición, el Partido Republicano del Pueblo (CHP)— fueron condenados a penas de entre 2 y 49 años de cárcel y al menos 21 resultaron absueltos.